# 遂
遂（すい）は、夏代に建国された諸侯国。舜の末裔の虞遂が受封された。夏・殷・西周・春秋時代に存続した。春秋時代に魯に服属した。周の釐王元年（紀元前681年）斉の桓公により滅亡した。遂の滅亡で魯の荘公に圧力をかけた。遂についての歴史的記載は主に孔子の『春秋』による。